# Pedro Campbell
Pedro Campbell, nato Peter Campbell, (Tipperary, 1782 – Pilar, 1832), è stato un militare e marinaio irlandese naturalizzato argentino.
È considerato il fondatore dell'Armada Nacional, la Marina militare uruguaiana; è stato inoltre uno dei più importanti capi del Partito Federale nella provincia di Corrientes durante le prime fasi delle guerre civili argentine.

## Biografia
Poco si conosce dei primi anni di vita di Peter Campbell, se non la sua appartenenza ad una famiglia di fede cattolica e il suo apprendistato presso un conciatore. Inquadrato come sergente nel 71st (Highland) Regiment of Foot, partecipò nel 1806 e nel 1807 alle invasioni britanniche del Río de la Plata; ferito nella prima campagna, fu catturato nel corso della seconda, che terminò con la resa delle truppe di John Whitelocke.
Tornato a lavorare come conciatore nella provincia di Corrientes, nel 1810, dopo la Rivoluzione di Maggio, si arruolò nelle milizie che combattevano gli spagnoli nella zona del fiume Paraná. Dal 1813 divenne un fedele alleato del caudillo della Provincia Orientale, che diverrà indipendente in futuro come Uruguay, José Gervasio Artigas, che si opponeva al centralismo del governo di Buenos Aires promuovendo nelle province limitrofe una rivolta in senso federalista. Campbell organizzò un reggimento di nativi guaraní capaci di caricare a cavallo così come, in caso di insuccesso, di disperdersi per poi attaccare nuovamente con rapidità in qualità di fanti; organizzò inoltre una squadriglia di 23 imbarcazioni che, nel fiume Paraná, ostacolavano il commercio di Buenos Aires con le città dell'interno e con il Paraguay.
Nel 1815 fu assoldato dai fratelli scozzesi John e William Parish, uomini d'affari stanziati in America del Sud, per mantenere l'ordine nei loro possedimenti; la sua protezione, ben pagata, ebbe un'importanza rilevante per il successo economico dei suoi committenti. Nel 1818 assunse il controllo del fiume Paraná al comando della squadriglia navale che appoggiava Artigas contro il governo di Buenos Aires, affrontando più volte la flotta direttoriale di Ángel Hubac, intenta a forzare il blocco. Lo stesso anno dovette affrontare una rivoluzione nella provincia di Corrientes che aveva portato alla deposizione del governatore federalista Juan Bautista Méndez; con l'appoggio di Andrés Guazurary sconfisse il capo degli insorti, José Francisco Vedoya. Il caudillo indigeno lo nominò Comandante Generale della Marina provinciale.
A partire dall'ottobre del 1819 partecipò al conflitto che Artigas, impegnato a contrastare l'invasione luso-brasiliana nella Provincia Orientale, aveva chiesto ai suoi alleati Estanislao López e Francisco Ramírez di scatenare contro Buenos Aires. Respinta la sua squadra nelle acque del Paraná, Campbell sbarcò a terra e si unì all'esercito federale, guidando una parte della cavalleria nella vittoriosa battaglia di Cepeda. Pochi giorni dopo dovette affrontare nuovamente la flotta di Hubac a San Nicolás de los Arroyos; nonostante la morte del comandante avversario, Campbell fu duramente sconfitto. Allo scoppio della guerra tra Artigas e Ramírez rimase fedele al caudillo orientale; il 30 luglio 1820 fu sconfitto ancora da una nuova squadriglia proveniente da Buenos Aires, alla guida del comandante Manuel Monteverde. Catturato dai nemici, fu inviato in Paraguay, dove il dittatore José Gaspar Rodríguez de Francia lo confinò nella città di Pilar; qui tornò al suo lavoro di conciatore, producendo marocchino per legature pregiate di libri.
Peter Campbell morì a Pilar nel 1832; nel 1961 i suoi resti furono sepolti all'interno dell'accademia navale di Montevideo.